# János Zemen
János Zemen (ur. 29 sierpnia 1950 w Vácu) – węgierski lekkoatleta, średniodystansowiec.

## Kariera sportowa
Wystąpił na igrzyskach olimpijskich w 1976 w Montrealu w biegu na 1500 metrów, w którym zajął 9. miejsce w finale oraz w biegu na 800 metrów, w którym odpadł w eliminacjach.
Zdobył brązowy medal w biegu na 1500 metrów na halowych mistrzostwach Europy w 1977 w San Sebastián, ulegając jedynie Jürgenowi Straubowi z Niemieckiej Republiki Demokratycznej i Paulowi-Heinzowi Wellmannowi z Republiki Federalnej Niemiec. Na kolejnych halowych mistrzostwach Europy w 1978 w Mediolanie zajął 6. miejsce na tym dystansie.
Był mistrzem Węgier w biegu na 800 metrów w 1977, w biegu na 1500 metrów w latach 1974–1977, w sztafecie 4 × 800 metrów w latach 1969–1972, 1974–1976 i 1978 oraz w sztafecie 4 × 1500 metrów w latach 1972, 1974–1976 i 1978, a także halowym mistrzem Węgier w biegu na 1500 metrów w latach 1977–1979.
10 sierpnia 1976 w Sztokholmie ustanowił rekord Węgier w biegu na 1500 metrów czasem 3:36,96, który przetrwał do 1984.

## Rekordy życiowe
- bieg na 800 metrów – 1:47,32 (7 sierpnia 1977, Göteborg)
- bieg na 1000 metrów – 2:18,4 (4 września 1978, Budapeszt)
- bieg na 1500 metrów – 3:36,96 (10 sierpnia 1976, Sztokholm)
- bieg na milę – 3:58,66 (30 sierpnia 1976, Londyn)
- bieg na 2000 metrów – 5:02,9 (17 maja 1978, Budapeszt)
- bieg na 3000 metrów –  8:00,0 (24 maja 1978, Budapeszt)[7][8]